# شصت و دومین جشنواره بین‌المللی فیلم برلین
شصت و دومین جشنواره بین‌المللی فیلم برلین (انگلیسی: 62nd Berlin International Film Festival) از ۹ تا ۱۹ فوریه ۲۰۱۲ در برلین آلمان برگزار شد. کارگردان فیلم بریتانیایی مایک لی رئیس هیئت داوران این دوره از جشنواره بود. در ۱۴ فوریه بازیگر آمریکایی مریل استریپ جایزهٔ خرس طلایی افتخاری را دریافت کرد. بدرود، ملکهٔ من، اثر بنوآ ژکو، فیلم افتتاحیهٔ جشنواره بود و خرس طلایی بهترین فیلم به فیلم ایتالیایی سزار باید بمیرد اثر برادران تاویانی تعلق گرفت.

## هیئت داوران

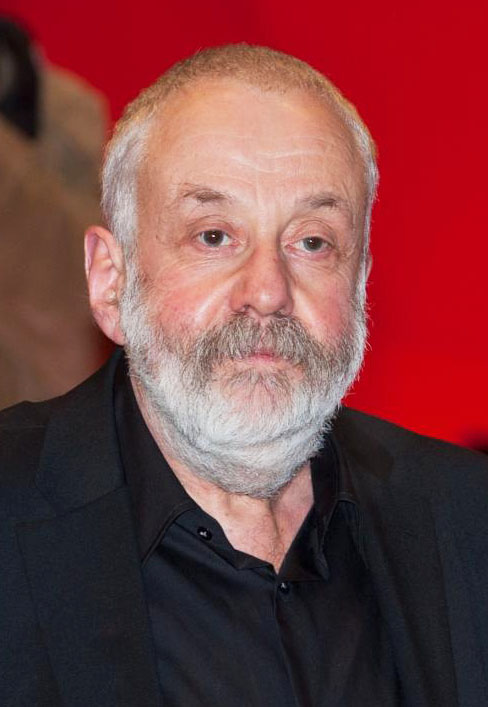
مایک لی، رئیس هیئت داوران

افراد زیر اعضای هیئت داوران جشنواره بودند:
- مایک لی، کارگردان فیلم اهل بریتانیا (رئیس هیئت داوران)
- آنتون کوربین، عکاس و فیلمساز هلندی
- اصغر فرهادی، کارگردان فیلم ایرانی
- شارلوت گنزبور، بازیگر فرانسوی- بریتانیایی
- جیک جیلنهال، بازیگر آمریکایی
- فرانسوا اوزون، کارگردان فیلم فرانسوی
- بوعلام صنصال، نویسنده الجزایری
- باربارا سکووا، بازیگر آلمانی

## جوایز

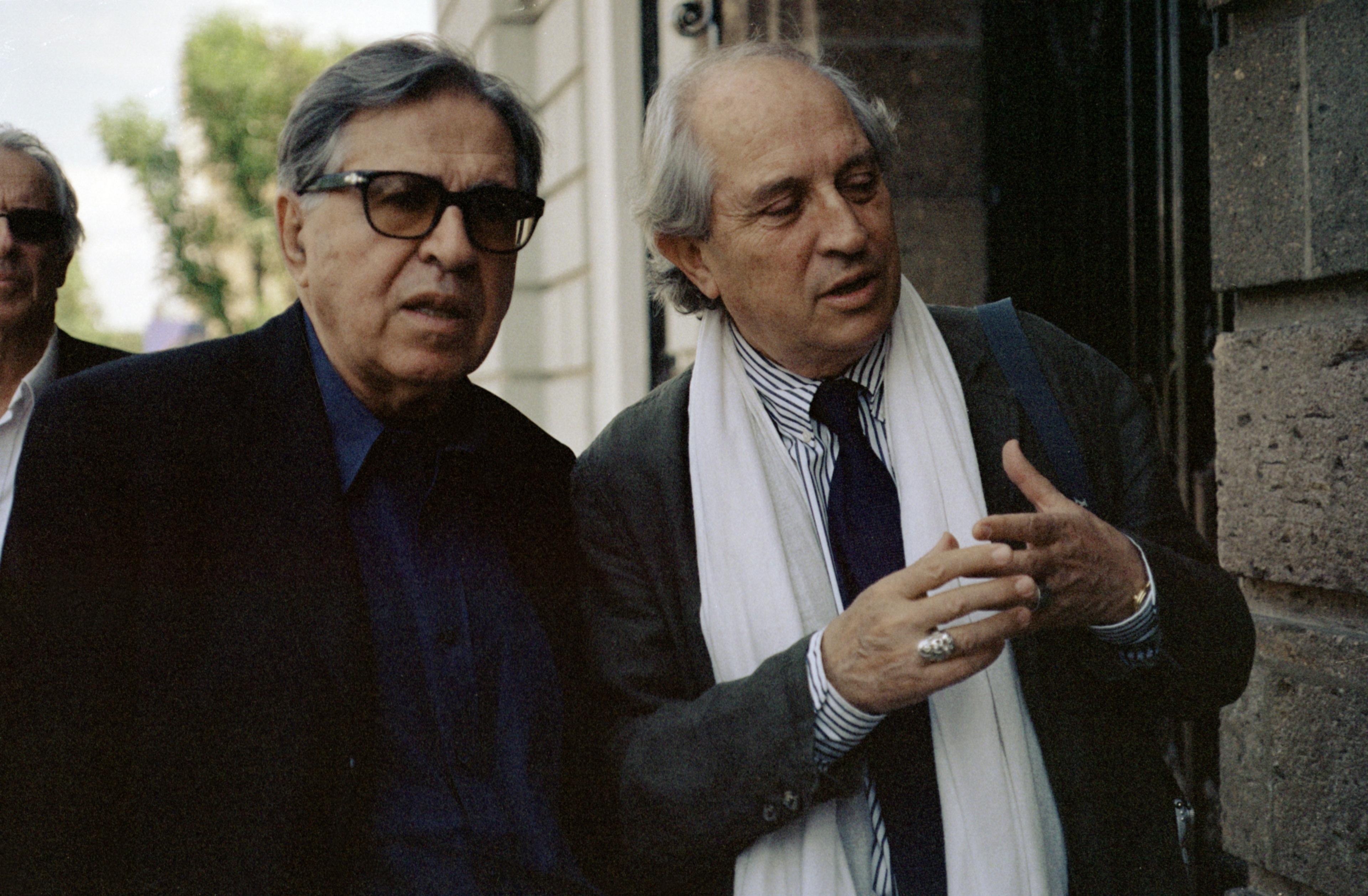
برادران تاویانی، برندگان خرس طلایی جشنواره

جوایز زیر توسط هیئت داوران بین‌المللی اهدا شد:
خرس طلایی بهترین فیلم: سزار باید بمیرد اثر برادران تاویانی
خرس‌های نقره‌ای
- جایزه بزرگ هیئت داوران: فقط باد اثر بنس فلیگوف
- خرس نقره‌ای برای بهترین کارگردان: کریستین پتزولد برای باربارا
- خرس نقره‌ای برای بهترین بازیگر زن: ریچل موانزا برای جادوگر جنگ
- خرس نقره‌ای برای بهترین بازیگر مرد: یکل فولسگارد برای یک رابطه سلطنتی
- خرس نقره‌ای برای دستاورد برجسته هنری: لوتس رایتمایر برای فیلمبرداری دشت گوزن سفید
- خرس نقره‌ای برای بهترین فیلم‌نامه: نیکلای آرسل و راسموس هایستربرگ برای یک رابطه سلطنتی
- جایزه آلفرد باوئر برای اثری با نوآوری ویژه: تابو اثر میگل گومیس
- جایزهٔ ویژه – خرس نقره‌ای: خواهر اثر اورسولا مه‌یر

خرس طلایی افتخاری
- مریل استریپ

خرس‌های بلورین
- نسل کی‌پلاس (فیلم بلند): آرکادیا اثر اولیویا سیلور
- نسل +۱۴ (فیلم بلند): شب سکوت اثر ریس سلیک

جوایز فیپرشی
- مسابقه: تابو اثر میگل گومیس
- پانوراما: عصر اتمی اثر هلنا کلوتس
- فوروم: Hemel اثر ساشا پولاک

خرس طلایی بهترین فیلم کوتاه: رافا اثر ژوآو سالاویزا